# 총의
총의(總意, consensus)는 공동체 구성원의 일반적인 동의를 말한다. 총의에 도달하기 위해서는, 구성원들의 숙려된 의견에 대한 진중한 고려가 필요하다. 이상적인 총의는 기존에 형성된 총의의 반대 견해 또한 잘 고려하여 컨센서스를 더욱 증진시키는 방향으로 이루어진다. 한편, 총의는 WTO 등에서의 의사결정 방식의 의미로도 사용되는데, 1인의 반대가 있으면 부결되는 의사결정방식이다. WTO에서는 총의에 이르지 못한 경우 원칙적으로 다수결에 의한다.

## 침묵의 의미
의사결정을 총의에 의한다고 하는 경우, 불참하거나 침묵한 사람은 반대의 의사표시를 하지 않은 것으로 이해되기 때문에, 모두가 논의에 참여해야 할 필요는 없다.
예를 들면, 100명의 구성원 중에서, 과반수가 모여야 집회가 개시된다고 하는 경우, 이를 의사 정족수라고 한다. 즉, 50명 이상이 모여야 투표를 시작할 수가 있다. 그리고 의결 정족수가 참석자의 과반수이면, 그 참석자 중에서 다시 50% 이상이어야 찬성이 된다. 정확히 50%이면 즉, 가부동수이면 가결인가 부결인가를 사전에 정해놓는다.
또한 100명의 구성원 중에서 90명이 논의에 불참하고, 10명만 참여를 해도 안건이 통과될 수 있다. 즉, 총의에서는 침묵하거나 불참한 경우는 반대하지 않은 것으로 이해하므로 10명만 참여해서 찬성을 해도 아무도 반대가 없기 때문에 총의가 성립된 것으로 본다.

## 공식안건상정
투표에서는 공식 안건 상정을 해야 한다. 즉, 정해진 일시에 모여서 그 시간내에 투표를 하며 총의는 공식적으로 모일 필요가 없다. 특별히 명시적으로 반대하는 이가 없으면 반대하는 이가 하나도 없다고 여겨져서 총의가 성립되었다고 볼 수도 있다. 즉, 해당 안건에 대해 특별히 반대하는 의견을 개별적으로 제기하는 이가 하나도 없다면, 총의가 형성된 것으로 보아 안건을 공식상정하지 않고도 채택할 수 있다.

## 투표의 만장일치와의 차이
투표의 경우에는 공식안건을 상정하고, 정해진 시간에 모여서 투표를 한다. 의결 정족수가 있는 경우 그 정족수 이상이 정해진 투표시간에 참여해야 개회가 된다. 그리고 의사 정족수가 투표자 만장일치인 경우에는 투표에 참여한 모두가 찬성표를 던져야 한다. 의사 정족수가 전체 회원의 만장일치인 경우에는 모두가 투표에 참여해서 모두가 찬성표를 찍어야 한다.
총의의 경우, 일정한 집회에 모이지 않더라도 개별로 1대1 접촉을 통해 논의할 수 있으므로 의사 정족수가 필요없다. 그리고, 명시적인 반대를 하지 않는 한 모두 반대하지 않는 것으로 여겨진다. 따라서 100명 전체 구성원 중에서 5명만이 제대로 논의를 하고, 나머지 95명은 사안에 관심이 전혀 없어도 그 논의한 5명만이 명시적으로 찬성하면 만장일치로 아무도 반대한 이가 없다고 이해되어 총의가 형성되었다고 선언하게 된다.

## 세계무역기구에서의 총의
국제기구인 세계무역기구에는 총의와 역총의(reverse-consensus)라는 제도가 있는데, 총의는 단 하나의 반대가 나오면 부결되는 의사결정방법을 말하며 역총의란 단 하나의 찬성만 나오면 채택되는 의사결정방법을 말한다.
총의는 표결에 의한 만장일치 제도가 아니라 표결에 의하지 않는 만장일치를 의미하며, 따라서 보통의 경우 총의가 성립될 가능성은 별로 많지 않다. 따라서, 경우에 따라서, "총의에 의해 결정한다"고 표현하는 것은 매우 지루하고 느린 속도로 논의하겠다는 뜻 또는 사실상 논의를 거부하는 뜻으로 쓰이기도 한다.
세계무역기구(WTO)는 1947년도 관세 무역 일반 협정(GATT)에서 지켜졌던 컨센서스(consensus)에 의한 결정의 관행을 계속 유지한다. 달리 규정되지 아니하는 한, 컨센서스에 의하여 결정이 이루어지지 아니하는 경우에는 문제가 된 사안은 표결에 의한다.

## 대한민국 국회에서의 총의
대한민국 국회에서도 총의에 의해 안건을 처리하는 경우가 있다.
국회법 제112조 제3항 의장은 안건에 대한 이의의 유무를 물어서 이의가 없다고 인정한 때에는 가결되었음을 선포할 수 있으며 이의가 있을 때에는 제1항 또는 제2항의 방법(투표)으로 표결하여야 한다.

## 같이 보기
- 역총의
- WTO 분쟁해결기구
- 위키백과:총의